# Ајос Николаос
Ајос Николаос (грч. Άγιος Νικόλαος, у преводу на латиницу Agios Nikolaos) град је и седиште округа Ласити у оквиру периферије Крит. То је и један од важних градова на острву Крит.

## Положај
Ајос Николаос се сместио на северној обали источног Крита, на Егејском мору. Град има тзв. „језеро“, заправо веома затворен залив у средишту града, што му даје веома посебност и велику привлачност.

## Име града
Грчки назив „Ајос Николаос“ у преводу значи "Свети Никола". Пошто је Св. Никола заштитник помораца ово име за насеља је веома често у Грчкој и на Кипру, где се грчко становништво одавно бави поморством.

## Историја
Ајос Николаос је насељен још у бронзано доба од стране грчког пленема Дораца. Историја града увек је била у сенци других већих насеља на Криту, а град добија значај тек у другој половини 20. века са процватом туризма на Криту. Град се последњих деценија веома брзо развија у савремено насеље, нарочито привлачно за младе туристе (дискотеке, барови, кафеи).

## Становништво
| 2011.  |
| ------ |
| 27.074 |